# Jodi Benson
Jodie Marie Marzorati, más conocida como Jodi Benson (Rockford, 10 de octubre de 1961), es una actriz y cantante estadounidense. Ha prestado la voz para personajes de Disney, como Ariel, y en papeles menores de Toy Story Toons, en Vacaciones en Hawaii. Participó también la película Hercules: Zero to Hero como Helena de Troya.

## Biografía

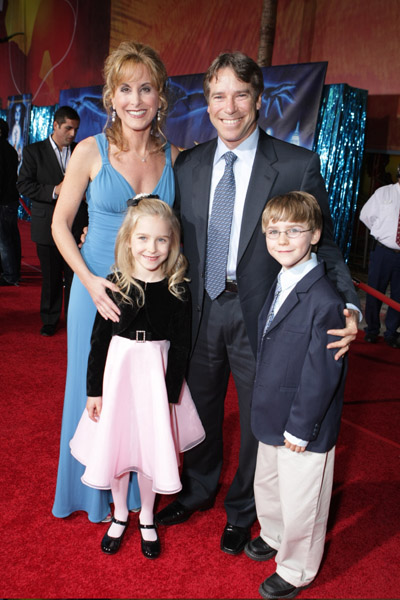
Jodi Benson con su familia.

Jodi Benson, nacida en Rockford, Illinois, ha recibido el reconocimiento mundial y el reconocimiento de la crítica como la voz de Ariel, ganadora del Óscar, por
su trabajo con Walt Disney en la película animada, La sirenita (1989), así como la voz burbujeante de la guía turística Barbie en Toy Story 2 de Disney (1999), ganadora del Globo de Oro a la Mejor Película, Toy Story 3 y Toy Story 4.
Su debut profesional se produjo en 1984, dando voz a la madre de Lastelle en Nausicaä del Valle del Viento en su versión en inglés.
También dio vida al espíritu «Weebo» en la película en imagen real de Disney Flubber (de 1997), protagonizada por Robin Williams.
Para Warner Bros, creó la voz enérgica del personaje de Pulgarcita en la película animada homónima (1994), con canciones de Barry Manilow. Proyectos recientes de Jodi Benson incluyen La sirenita 3 (2008), La Sirenita 2 (2000) y La sirenita (1989), aportando a las tres películas la voz de la sirenita Ariel, La dama y el vagabundo II (2001), aportando la voz del personaje de la perra Dama, o 101 dálmatas 2 (2003). 
Aportó la voz para el personaje de Eva, en el videojuego Metal Gear Solid 3 (2004), bajo el seudónimo de "Suzetta Miñet". 
Realizó un cameo, como vendedora del mercado, en la película La sirenita (2023).

### Carrera musical
Benson también es una solista que generalmente hace los álbumes de sus películas, como sucedió con La sirenita.

#### Premios por esta carrera
- Premio Grammy

## Premios
| Premio        | Por:                   | Resultado |
| ------------- | ---------------------- | --------- |
| Premio Annie  | Mejor Actriz de voz    | Nominado  |
| Premio Grammy | Mejor disco para niños | Ganador   |

## Filmografía
- Why Christmas Trees Aren't Perfect (1990) ... Princess Arabella (voice)